# Francesco Sabatelli
Pour les articles homonymes, voir Sabatelli.
Francesco Sabatelli, né en 1803 à Florence et mort en 1829 ou 1830 à Milan, est un peintre italien.

## Biographie
Francesco Sabatelli naît en 1803 à Florence.
Fils et élève de Luigi Sabatelli, il continue ses études à Rome et à Venise. Il est appelé à Florence par Léopold II en 1823 et y est nommé professeur à l'Académie. La Galerie antique et moderne de Prado conserve de lui : Aiace d'Oléido gravissant un rocher pour se sauver voit sombrer sa flotte.
Francesco Sabatelli meurt en 1829 ou 1830 à Milan.